# Fagrasjö (Hyssna socken, Västergötland)
Fagrasjö är en sjö i Marks kommun i Västergötland och ingår i Rolfsåns huvudavrinningsområde. Sjöns area är 0,021 kvadratkilometer och den är belägen 129 meter över havet.